# Fatehganj Purvi
Fatehganj Purvi – miasto w północnych Indiach w stanie Uttar Pradesh, na Nizinie Hindustańskiej.
Populacja miasta w 2001 roku wynosiła 7706 mieszkańców.